# Alessandro Bastoni
Alessandro Bastoni (Casalmaggiore, Lombardía, Italia, 13 de abril de 1999) es un futbolista italiano que juega en la demarcación de defensa para el Inter de Milán de la Serie A de Italia.

## Trayectoria
Tras empezar a formarse como futbolista en las categorías inferiores del Atalanta B. C., finalmente en 2016 subió al primer equipo. Debutó el 22 de enero de 2017 en un partido de la Serie A contra la U. C. Sampdoria. El 31 de agosto del mismo año el Inter de Milán fichó a Bastoni por ocho millones de euros, aunque dejándolo cedido en el Atalanta. Tras una nueva temporada, se marchó de nuevo en calidad de cedido, esta vez al Parma Calcio 1913, con el que debutó el 7 de octubre de 2018 en un partido de liga contra el Genoa C. F. C.

## Selección nacional
Tras haber sido internacional en categorías inferiores, el 11 de noviembre de 2020 debutó con la selección absoluta de Italia en un amistoso ante Estonia que finalizó con victoria por 4-0. Además se coronó campeón de Europa con la selección italiana en la Eurocopa 2020.

### Participaciones en Eurocopas
| Copa          | Sede     | Resultado        | Partidos | Goles |
| ------------- | -------- | ---------------- | -------- | ----- |
| Eurocopa 2020 | Europa   | Campeón          | 1        | 0     |
| Eurocopa 2024 | Alemania | Octavos de final | 4        | 1     |

### Goles internacionales
| N.º | Fecha               | Estadio                                  | Rival    | Gol | Resultado | Competición                         |
| --- | ------------------- | ---------------------------------------- | -------- | --- | --------- | ----------------------------------- |
| 1   | 14 de junio de 2022 | Borussia Park, Mönchengladbach, Alemania | Alemania | 5-2 | 5-2       | Liga de Naciones de la UEFA 2022-23 |
| 2   | 15 de junio de 2024 | Signal Iduna Park, Dortmund, Alemania    | Albania  | 1-1 | 2-1       | Eurocopa 2024                       |

## Estadísticas

### Clubes
Actualizado al último partido disputado el 30 de junio de 2025.
| Atalanta B. C. · Italia                                                                                       | 1.ª           | 2016-17       | 3   | 0 | 1  | 0 | —  | — | 4   | 0 |
| Atalanta B. C. · Italia                                                                                       | 1.ª           | 2017-18       | 4   | 0 | 1  | 0 | —  | — | 5   | 0 |
| Atalanta B. C. · Italia                                                                                       | Total club    | Total club    | 7   | 0 | 2  | 0 | 0  | 0 | 9   | 0 |
| Parma Calcio · Italia                                                                                         | 1.ª           | 2018-19       | 24  | 1 | —  | — | —  | — | 24  | 1 |
| Parma Calcio · Italia                                                                                         | Total club    | Total club    | 24  | 1 | 0  | 0 | 0  | 0 | 24  | 1 |
| Inter de Milán · Italia                                                                                       | 1.ª           | 2019-20       | 25  | 2 | 3  | 0 | 5  | 0 | 33  | 2 |
| Inter de Milán · Italia                                                                                       | 1.ª           | 2020-21       | 33  | 0 | 2  | 0 | 6  | 0 | 41  | 0 |
| Inter de Milán · Italia                                                                                       | 1.ª           | 2021-22       | 31  | 1 | 5  | 0 | 8  | 0 | 44  | 1 |
| Inter de Milán · Italia                                                                                       | 1.ª           | 2022-23       | 29  | 0 | 5  | 0 | 12 | 0 | 46  | 0 |
| Inter de Milán · Italia                                                                                       | 1.ª           | 2023-24       | 28  | 1 | 2  | 0 | 7  | 0 | 37  | 1 |
| Inter de Milán · Italia                                                                                       | 1.ª           | 2024-25       | 33  | 1 | 6  | 0 | 17 | 1 | 57  | 1 |
| Inter de Milán · Italia                                                                                       | Total club    | Total club    | 179 | 5 | 23 | 0 | 57 | 1 | 258 | 6 |
| Total carrera                                                                                                 | Total carrera | Total carrera | 210 | 6 | 25 | 0 | 57 | 1 | 291 | 7 |
| (1) Incluye datos de Copa Italia. (2) Incluye datos de Liga de Campeones de la UEFA y Liga Europa de la UEFA. |               |               |     |   |    |   |    |   |     |   |

## Palmarés

### Títulos nacionales
| Título              | Club           | País   | Año  |
| ------------------- | -------------- | ------ | ---- |
| Serie A             | Inter de Milán | Italia | 2021 |
| Supercopa de Italia | Inter de Milán | Italia | 2021 |
| Copa Italia         | Inter de Milán | Italia | 2022 |
| Supercopa de Italia | Inter de Milán | Italia | 2022 |
| Copa Italia         | Inter de Milán | Italia | 2023 |
| Supercopa de Italia | Inter de Milán | Italia | 2023 |
| Serie A             | Inter de Milán | Italia | 2024 |

### Títulos internacionales
| Título   | Club (*)                      | Sede   | Año  |
| -------- | ----------------------------- | ------ | ---- |
| Eurocopa | Selección de fútbol de Italia | Europa | 2020 |

(*) Incluyendo la selección.

### Distinciones individuales
| Distinción                                   | Año  |
| -------------------------------------------- | ---- |
| Mejor defensor de la Serie A[cita requerida] | 2025 |